# Leucotaphus cockerelli
Leucotaphus cockerelli är en myrart som beskrevs av Horace Donisthorpe 1920. Leucotaphus cockerelli ingår i släktet Leucotaphus och familjen myror. Inga underarter finns listade i Catalogue of Life.